# アメリカン・ラプターズ
アメリカン・ラプターズ（英: American Raptors）は、アメリカ合衆国コロラド州グレンデールのラグビーユニオンチーム。スペイン語実況での発音はアメリカン・ラプトルス。

## 概要
ラグビーユニオンの北米最高峰リーグであるメジャーリーグラグビー（MLR）の他、南北アメリカの国際リーグであるスーペル・ラグビー・アメリカス（SRA）に参戦したことがある。

## 歴史
2006年、グレンデール・ラプターズとして創設。
2011年、D1クラブ選手権（D1 Club Championship）で優勝。
2015年-2016年、パシフィック・ラグビー・プレミアシップ（Pacific Rugby Premiership）を連覇。
2018年、この年に開幕したメジャーリーグラグビー（MLR）に参戦。初年度の2018シーズンでは準優勝の成績を収めた。
2019年、コロラド・ラプターズに改称。COVID-19パンデミックの影響で2020シーズンが早々に打ち切られると、コロラド・ラプターズはメジャーリーグラグビーからの撤退を表明。その後、コロラドXOsと改称し、国際大会で通用するアメリカ人ラグビー選手の育成に向けた取り組みを開始した。
2021年、アメリカン・ラプターズに改称。同年11月、モンテビデオでウルグアイ代表セカンドチームのウルグアイXVと2試合を戦い1勝1敗。
2022年6月、スーペルリーガ・アメリカーナ・デ・ラグビー（SLAR）の所属チームと北米のチームが対戦するチャレンジカップ・オブ・ジ・アメリカズ（Challenge Cup of the Americas）に参戦。大会は、地元デンバーで開催された。SLARからはウルグアイのペニャロール・ラグビーとアルゼンチンのハグアレスXVが、北米チームは、アメリカン・ラプターズとカナダのUBCオールドボーイズ・レイブンズ（UBC Old Boys Ravens）が参加した。アメリカン・ラプターズはSLARの2チームに連敗し、0勝2敗で最下位に終わった。
2023年、スーペルリーガ・アメリカーナ・デ・ラグビー（SLAR）がフランチャイズを北米に拡大してスーペル・ラグビー・アメリカス（SRA）に改組されることを受け、アメリカン・ラプターズは同リーグへの参戦を表明した。また、SRAの2023シーズンへの参加を見送ったカフェテロス・プロとパートナーシップを提携し、同チームから選手5名を受け入れることを発表した。2023年、2024年の2シーズンをSRAでプレーした。

## タイトル
- メジャーリーグラグビー
  - 準優勝 1回（2018）
- パシフィック・ラグビー・プレミアシップ（Pacific Rugby Premiership）
  - 優勝 2回（2015, 2016）
- D1クラブ選手権（D1 Club Championship）
  - 優勝 1回（2011）

## スコッド
2023シーズンのスコッド（2023年1月現在）
- フアン・エチェベリア (ウルグアイ代表)
- ディエゴ・マグノ (ウルグアイ代表)
- マルティン・ランダホ (アルゼンチン代表)
- ラミロ・モジャーノ (アルゼンチン代表)
- ルーカス・ゴンサレス・アモロシーノ (アルゼンチン代表)

## 歴代所属選手
- サカリア・タウラフォ (サモア代表)
- ディグビー・イオアネ (オーストラリア代表)
- レネ・レンジャー (ニュージーランド代表)
- ザック・フィノグリオ (アメリカ代表)
- ショーン・デービス (アメリカ代表)
- ウィル・マギー (アメリカ代表)
- マフィー・タラマイ (7人制ニュージーランド代表)
- ハンコ・ジャーミスハイス (アメリカ代表)
- マロン・アリ＝ジェヴォリ (アメリカ代表)
- ブライス・キャンベル (アメリカ代表)
- ディラン・フォーシット (アメリカ代表)
- ベン・ランドリー (アメリカ代表)
- ジョン・クィル (アメリカ代表)
- マイケル・カーリー
- サカリア・タウラフォ (サモア代表)
- フアン・エチェベリア (ウルグアイ代表)
- ディエゴ・マグノ (ウルグアイ代表)
- マルティン・ランダホ (アルゼンチン代表)
- ラミロ・モジャーノ (アルゼンチン代表)
- ルーカス・ゴンサレス・アモロシーノ (アルゼンチン代表)